# Canzoni sulle pagine
Canzoni sulle pagine è il nono album del cantautore italiano Renzo Zenobi, pubblicato nel 2013.

## Descrizione
Dopo 18 anni dall'ultimo lavoro, insieme al libro Canzoni da leggere pubblicato da Arcana Editrice, esce il nuovo disco composto da 12 brani di cui dieci inediti e due presentati per l'occasione in una nuova versione (E ancora le dirai ti voglio bene e La fine di una storia). L'etichetta discografica è la Heristal Entertainment.
Il libro, con la prefazione di Claudio Baglioni, riporta tra le altre cose tutti i testi della discografia di Renzo Zenobi.

## Tracce
(CD, Heristal Entertainment, APMCD209)
Testi e musiche di Renzo Zenobi.
1. Il ritratto – 4:33
2. Come due comete – 3:56
3. Eravamo noi – 3:49
4. Mi scriverai ti scriverò – 4:34
5. Franci – 3:04
6. Io ti regalo una canzone – 3:35
7. Un amore in cronaca – 4:41
8. La fine dell'estate – 4:00
9. Questa casa più piccola – 3:50
10. E ancora le dirai ti voglio bene – 5:39
11. La fine di una storia – 4:31
12. In un'altra città – 2:00

Durata totale: 48:12

## Formazione
- Renzo Zenobi - voce, chitarra
- Francesco Falcioni - pianoforte, sintetizzatore
- Alberto Antinori - pianoforte, synth, programmazione
- Nicola Mangialardo - basso
- Marco Agnetti - contrabbasso
- Saverio Federici - batteria
- Sabatino Tulipani - batteria
- Leonardo Mansueti - chitarra
- Maurizio Massarelli - violoncello
- Cristian Panetto - sax
- Matteo Ceccarelli - viola, violino
- Matteo Sperandio - violino
- altri archi e legni dell’orchestra classico-leggera “Rolando Falcioni” di Terni